# Nymagee
Nymagee är en ort i Australien. Den ligger i kommunen Cobar och delstaten New South Wales, i den sydöstra delen av landet, omkring 500 kilometer nordväst om delstatshuvudstaden Sydney.
Trakten runt Nymagee är nära nog obefolkad, med mindre än två invånare per kvadratkilometer.. Det finns inga andra samhällen i närheten.
Omgivningarna runt Nymagee är i huvudsak ett öppet busklandskap. Genomsnittlig årsnederbörd är 461 millimeter. Den regnigaste månaden är februari, med i genomsnitt 94 mm nederbörd, och den torraste är oktober, med 4 mm nederbörd.